# Talles Macedo Toledo Costa
Talles Macedo Toledo Costa, noto semplicemente come Talles (San Paolo, 2 agosto 2002), è un calciatore brasiliano, centrocampista del Polіssja Žytomyr.

## Caratteristiche tecniche
È un trequartista.

## Carriera

### Club
Cresciuto nel settore giovanile del San Paolo, debutta in prima squadra il 24 aprile 2021 in occasione del match del Campionato Paulista vinto 2-0 contro il Santo André.
Nel 2024 si trasferisce nella prima divisione ucraina al Polіssja Žytomyr.

### Nazionale
Ha giocato nella nazionale brasiliana Under-17.

## Statistiche
Statistiche aggiornate al 17 luglio 2021.

### Presenze e reti nei club
| Stagione        | Squadra         | Campionato      | Campionato | Campionato | Coppe nazionali | Coppe nazionali | Coppe nazionali | Coppe continentali | Coppe continentali | Coppe continentali | Altre coppe | Altre coppe | Altre coppe | Totale | Totale | Totale |
| Stagione        | Squadra         | Comp            | Pres       | Reti       | Comp            | Pres            | Reti            | Comp               | Pres               | Reti               | Comp        | Pres        | Reti        | Pres   | Reti   |        |
| --------------- | --------------- | --------------- | ---------- | ---------- | --------------- | --------------- | --------------- | ------------------ | ------------------ | ------------------ | ----------- | ----------- | ----------- | ------ | ------ | ------ |
| 2021            | San Paolo       | A1/SP+A         | 4+5        | 0          | CB              | 0               | 0               | CL                 | 2                  | 0                  |             | -           | -           | 11     | 0      |        |
| Totale carriera | Totale carriera | Totale carriera | 9          | 0          |                 | 1               | 0               |                    | 2                  | 0                  |             | -           | -           | 12     | 0      |        |

## Palmarès

### Club

#### Competizioni statali
- Campionato paulista: 1

San Paolo: 2021

#### Competizioni nazionali
- Coppa del Brasile: 1

San Paulo: 2023